# Бутаул
Бутаул или Бута-ул (в буквален превод: син на Бута) е велик жупан владетел на днешните Банат и Бачка в края на 8 век. Изказана е хипотеза за неговия аварски произход. По времето на Бутаул, Банат е още известен със старото означение "Гетска земя".